# 博物学

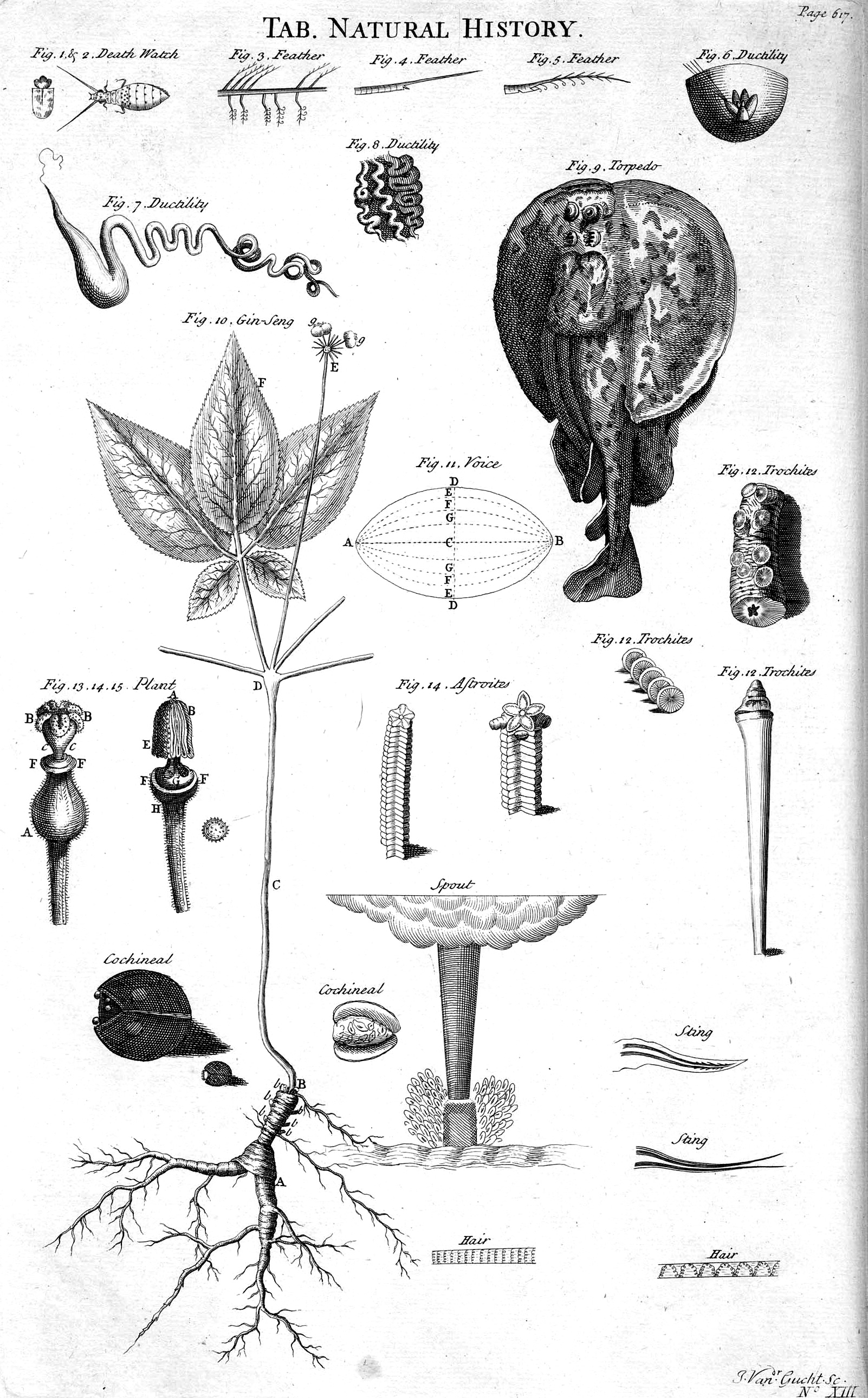
1728年のCyclopaediaに掲載された自然史についての図版

博物学（はくぶつがく、英語: Natural history）は、動物・植物・鉱物などの自然物を記録（記載）し分類する学問。ナチュラルヒストリー、自然史（しぜんし）、自然誌学（しぜんしがく）などともいう。
古代からある学問であり、特に大航海時代以降のヨーロッパで発展した。現代の自然科学における生物学・動物学・植物学・鉱物学・地質学の総称にあたり、生態学などの前史にも位置付けられる。
日本語の「博物学」は、英語の「Natural history」の訳語として明治期に作られた。そのため東アジアに博物学の伝統は存在しないが、慣例的に「本草学」が博物学と同一視される。

## 概要
博物学の種類
博物学は近代以降、動物学・植物学・鉱物学・地質学などに細分化された。
- 動物学 - 動物に関する研究
- 植物学 - 植物に関する研究
- 鉱物学 - 鉱物に関する研究
- 地質学 - 地質に関する研究

博物学の主な作業や研究としてはフィールド（野山など）に出向き、動物・植物・鉱物などを収集・同定・分類する作業や研究がある。研究成果は学術論文や書籍にまとめられる。#博物学の主な作業、研究
博物学の成果を展示する「自然史博物館」という施設もある。#自然史博物館

## 歴史
自然界に存在するものを収集・分類する試みは太古から行われてきた。自然に対する知識を体系化した書物としては、古代ギリシアではアリストテレスの『動物誌』、テオフラストス『植物誌』、古代ローマではディオスコリデスの『薬物誌』、プリニウスの『博物誌』などがある。
東アジアの本草学は、伝統中国医学における医薬（漢方薬）、または錬丹術における不死の霊薬（仙丹）の原材料の研究として発達した。明の時代に李時珍が書いた『本草綱目』はその集大成とも呼べる書物であり、日本にも大きな影響を与えた。
フランシス・ベーコンは自然史と自然哲学とを対比して、自然史は記憶により記述する分野であると規定、それに対し自然哲学は理性によって原因を探求する分野、とした（『学問の進歩』）。
ヨーロッパの大航海時代以降、世界各地で新種の動物・植物・鉱物の発見が相次ぎ、それを分類する手段としての博物学が発達した。薬用植物・茶・ゴム・コショウなど、経済的に有用な植物を確保するため、プラントハンターと呼ばれる植物採集者たちが世界中に散り、珍奇な植物を探して回った。また動物や鉱物なども採集された。動物の例で言えば、東南アジアのフウチョウなどの標本がヨーロッパにもたらされた。
カール・リンネとジョルジュ＝ルイ・ルクレール・ド・ビュフォンはヨーロッパの博物学の発展を促した。
リンネは、動物界、植物界、鉱物界という自然三界の全ての種についての目録作りを自然史と見なした。ビュフォンは『自然史』において、自然三界を体系的に記述しようとした。
1755年にはカントが『天界の一般自然史と理論』を著し、自然史の名のもとに、太陽系の生成についても記述した。
地質学の領域などで、次第に歴史的な研究が活発化すると、こういった研究については、記述することに重点がある自然史とは区別して考えようとする動きが出てきた。歴史的な考察に力点がある分野を、カントは「自然考古学」とすることを1790年に提唱。だが定着せず、歴史的な分析も含めて、自然史と呼ばれつづけた。
19世紀になると、ラマルクやトレヴィラヌスが「biology（生物学）」という学問名の領域を提案した。これは簡単に言えば、生物に関する自然哲学を意味していた。そして、これは自然史とは異なった分野として独自の方法論を展開するようになった。自然史の領域は領域で、知識の集積が進み、もはやひとりの人間が自然三界の全部について専門的な研究を進めるのは困難な状況になっていった。そして、19世紀後半（主にチャールズ・ダーウィン以降）に入ると学問が細分化し、博物学は動物学・植物学・鉱物学・地質学などに細分化された。そして「自然史」や「博物学」という言葉は、それらをまとめて指す総称ということになっていった。
近年では博物学、自然史という言葉は多義的に用いられおり、博物学に対する見解も様々である。1958年の日本学術会議では「（博物学は）いわば、自然界の国勢調査」と表現した。動物分類学や植物分類学だけを指すためにこの言葉が用いられることもある。また、アマチュア的な生物研究を指すためにこの言葉が用いられることもある。

## 博物学の主な作業、研究
ここでは博物学の中で行われた作業や研究についてのみ説明する。博物学の外で行われたものも含めて分類という行為全般については分類で書く。
フィールド（野山など）に出向き、動物・植物・鉱物などを収集・同定・分類する作業や研究がある。
博物学の作業としては、自然物の採集とその同定が最初になる。なお、博物学者たちはその分類にも情熱を傾けた。
自然界にある多種多様のものを分類するために、さまざまな分類法が編み出された。たとえば、人間－高等動物－下等動物－植物－鉱物－火や空気という順に並んでいる「存在の階梯」という分類体系がある。これ以外にも、二分法による体系。三分法による体系など、さまざまな思弁的な分類法が考案された。これらについては荒俣宏著『目玉と脳の大冒険』に詳しい。
スウェーデンの博物学者・植物学者のカール・フォン・リンネは生物の分類法として形式的には二名法による学名を考案し、分類の基準としては類縁性を元にした自然分類の観点を持ち込んだ。
博物学者としての面も備えていたチャールズ・ダーウィンは、1831年から1836年にかけてイギリス海軍軍艦ビーグル号で南アメリカや太平洋地域を調査探検し地質や生物を詳しく観察し記録した。そして『種の起源』を著して進化論を唱えた。

博物学の手段であった収集と比較と記述という手法は、生物の種の同定などといった手続きには厳として残っている（タイプ (分類学) の記事などを参照）。

## 現在の博物学
現在、博物学は学問分類体系としては名目上は残っていないが、自然科学研究のひとつの方法として博物学的研究は今でも不可欠である。これは、直接フィールド（野山など）に向かい、動物・植物・鉱物などを収集・同定・分類する研究である。
アマチュアの活動も大きい役割を担っている（いわゆる市民科学）。たとえば昆虫などは、各地の昆虫採集好きのアマチュアが新種を発見することも多い。あるいは、野生生物の不思議な特徴や珍しい行動がアマチュアによって発見され、新たな発展が行われた例もある。ヨーロッパでは、博物学的研究の趣味が伝統的にあって、それを楽しむ人は「ナチュラリスト」と呼ばれている。
生物の分類はDNAを解析する分子生物学による方法が主流になり、フィールドに一切出向かず自分の眼で観察・確認しようともしない人までが"科学者"を自認する状況になっているので、現在では博物学を科学史のトピックのひとつ、教養科目、個人の趣味、などと見なす人までいる。
だが、今でも新しい薬効成分の発見にはフィールドで採集する植物が使われることがあり、製薬会社も博物学的手法を併用している。
天文学の分野でも、アマチュア天文学と呼ばれる多数のアマチュアによる人海戦術的で網羅的観察が彗星や新星の発見に役立つことがある。

## 日本と博物学

### 本草学

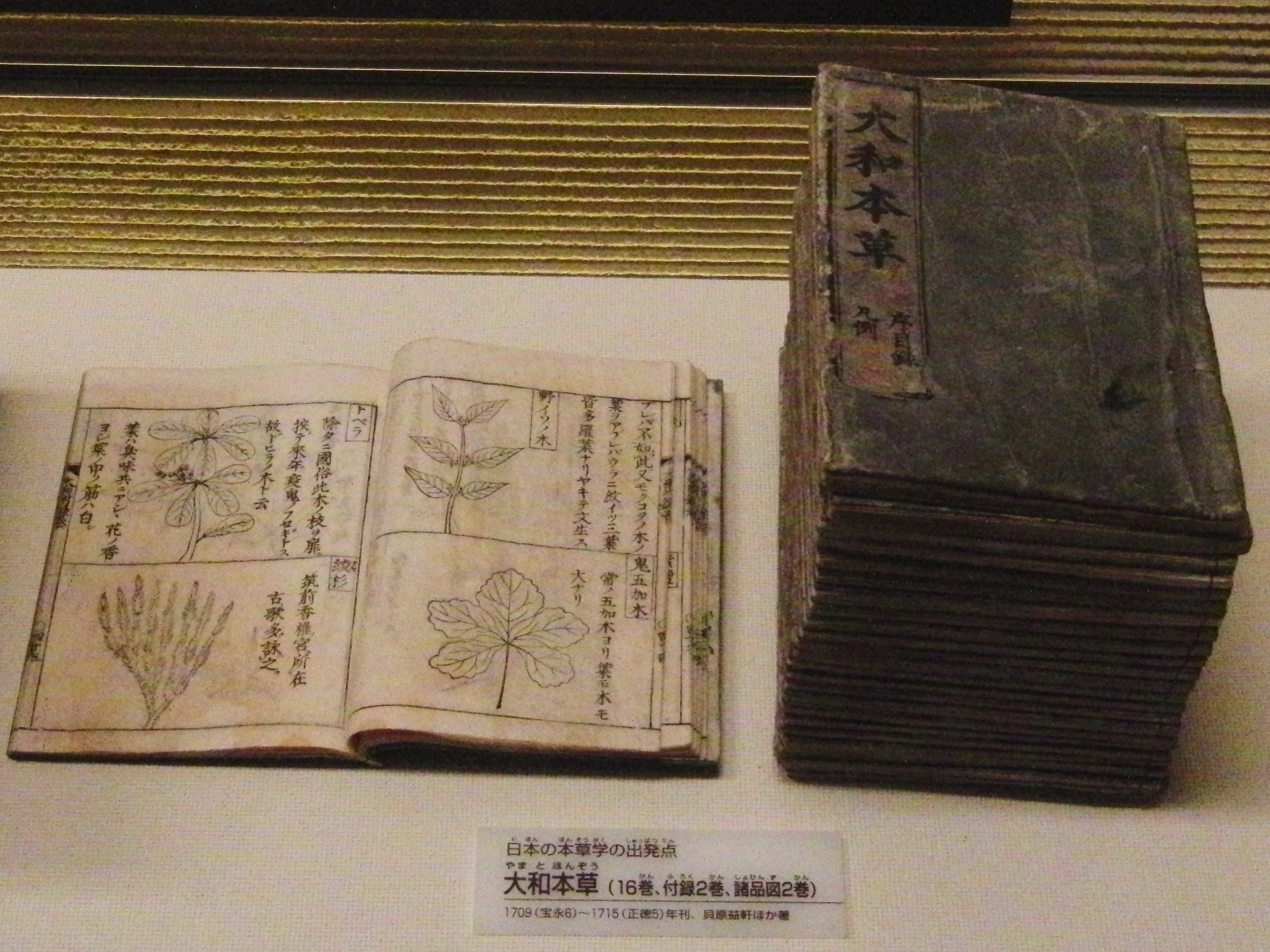
『大和本草』（国立科学博物館の展示）

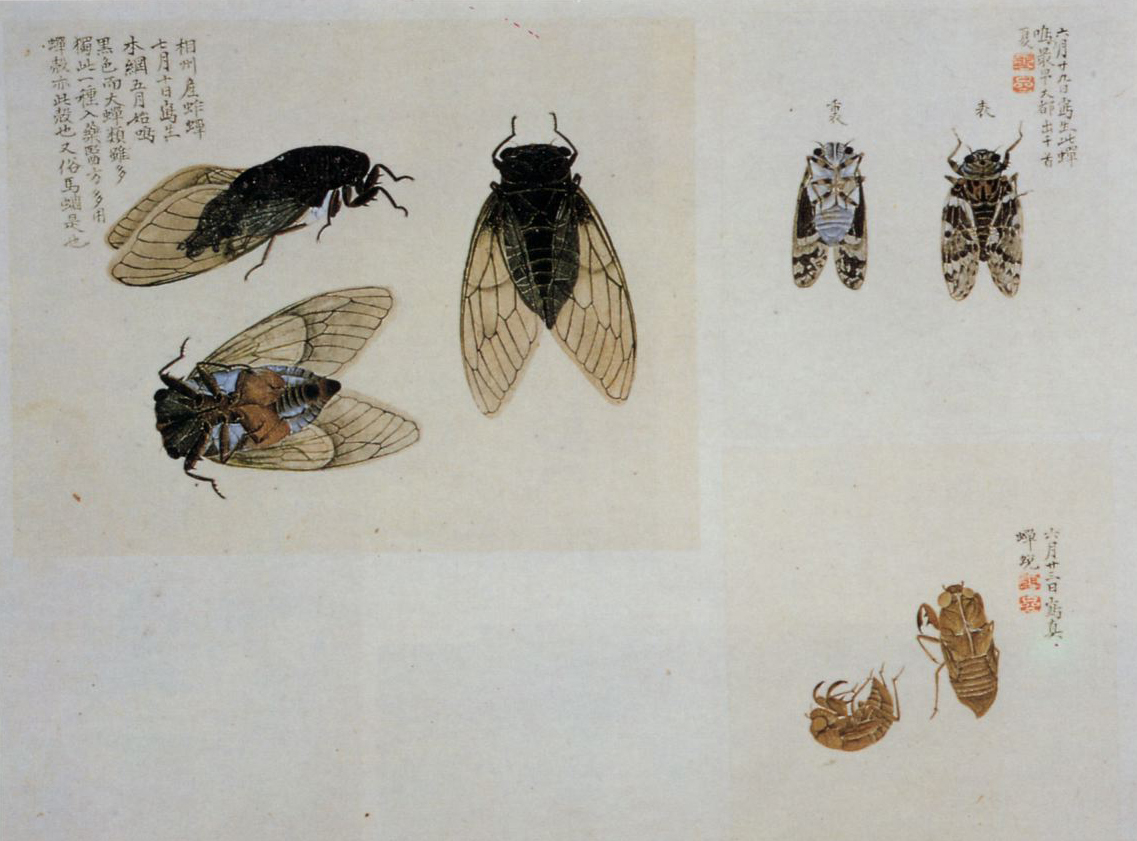
増山雪斎『虫豸帖』（夏帖）東京国立博物館

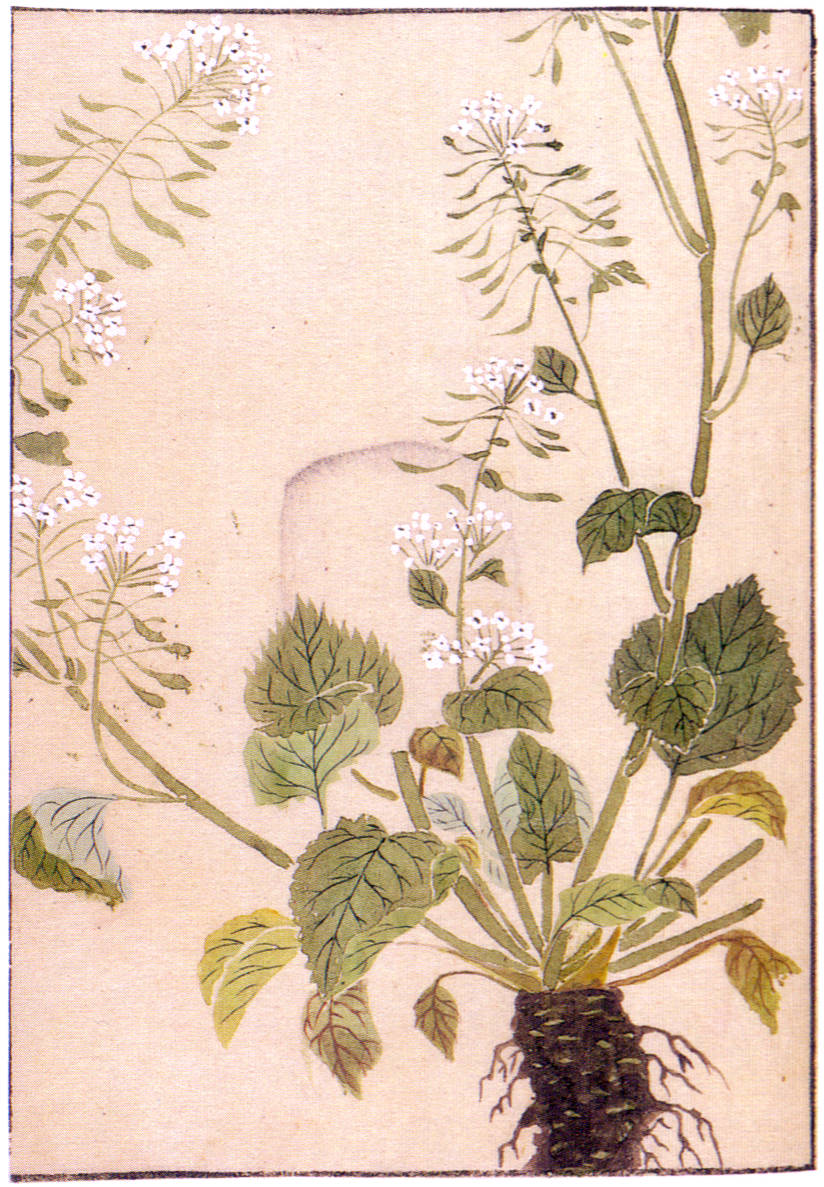
岩崎灌園『本草図譜』のワサビ

日本では奈良時代以来、中国の本草学の書物が読まれており、10世紀には『本草和名』という、本草の和名を漢名と対比した書物が編纂された。
江戸時代には、1607年の『本草綱目』の輸入をきっかけに本格的な本草学研究が興った。この『本草綱目』を入手した徳川家康もこの年から本格的な本草研究を始めている。林羅山は1612年に『多識篇』を著わし、『本草綱目』を抄出した。以後さらに研究が進められ、『大和本草』（1708年）を著わした貝原益軒や、田村藍水などの著名な本草学者が活動した。1738年には稲生若水が『庶物類纂』を編纂した。小野蘭山らは採薬使として各地の自然物を採集した。藍水門下の平賀源内は、物産会を開いたり、石綿や鉱山の殖産に携わったりした。
江戸時代中後期には、色鮮やかな図譜（図鑑・博物画）の制作も盛んになった。すなわち、魚介類・鳥類・植物などを『～図譜』『～譜』と題した書物にまとめることが流行した。図譜の多くは美術的にも評価が高い。図譜はまた、実在する動植物だけでなく河童などの妖怪を扱うことも多いため、妖怪研究の要素ももつ。図譜は徳川吉宗や増山正賢ら、各地の殿様たちの命令で作られることが多く、ときには殿様自身が制作に携わることもあった。
江戸時代には、以上のような本草学だけでなく、古典園芸植物の研究や、『詩経』や『万葉集』に出てくる動植物の同定（名物学）も流行した。また、寺島良安が図解百科事典『和漢三才図会』を著したり、木内石亭や佐藤中陵が石の分類体系を構築したり、木村蒹葭堂がイッカクの角を研究したりした。

### 西洋の博物学の移入
杉田玄白らによって蘭学が成立すると、ヨーロッパから渡ってきた博物学書の翻訳が行われた（翻訳自体は、その一世代前の野呂元丈がすでに行っていたが、これは一般に広まらなかった）。大槻玄沢や司馬江漢がオランダ渡りの図鑑をいくつか翻訳して公刊した。博物学書の知識は、幕府が危険視するような思想性が薄く実用的な知識でもあったため、積極的に受容され、本草学にも影響を与えた。

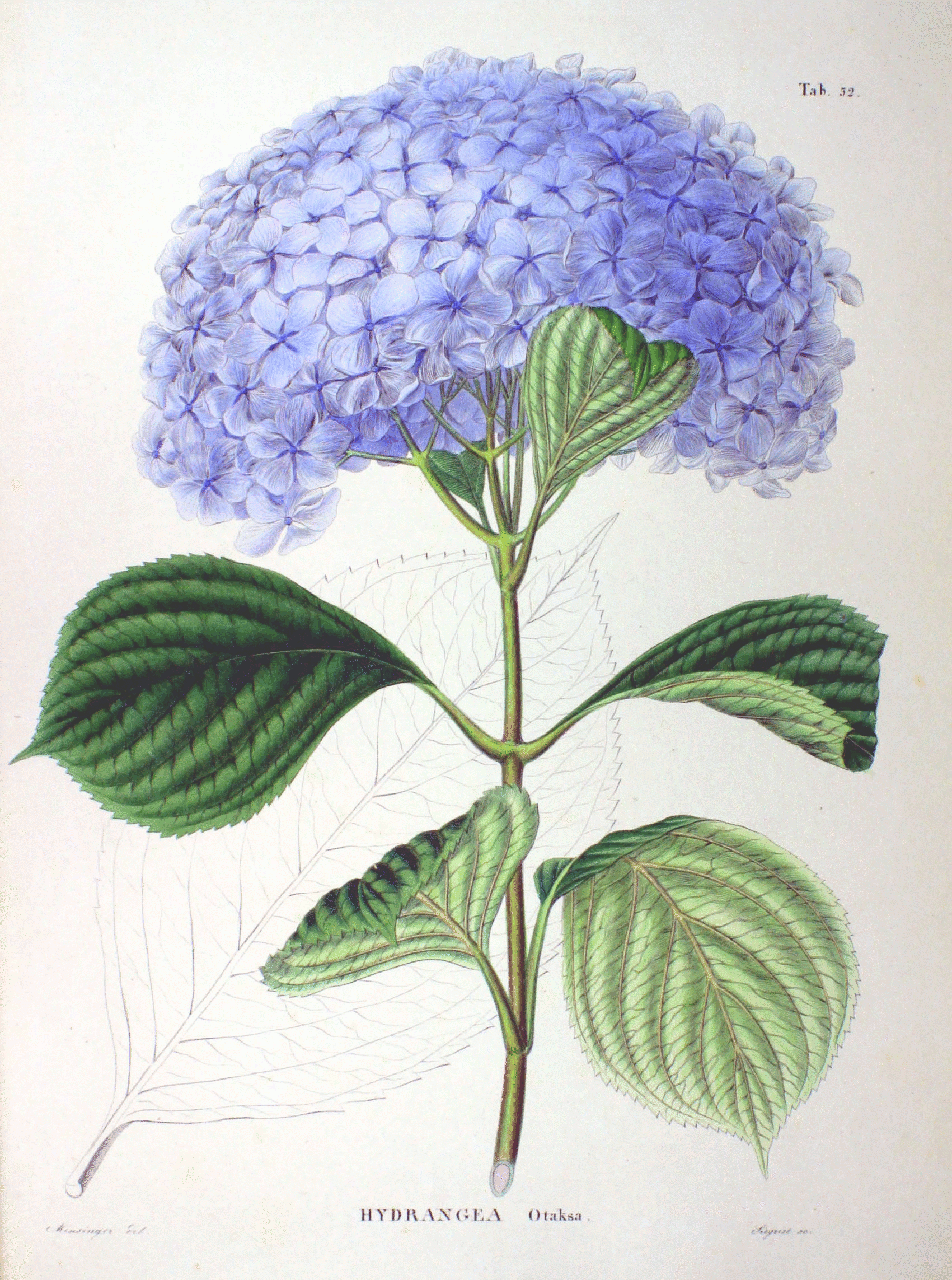
シーボルト『日本植物誌』（1834年）に描かれたアジサイ「おタキさん」

日本は島国であり、地形の起伏に富むため、固有種が多い。そのため大航海時代以降、ヨーロッパの学者は日本の動植物の研究を希望していたが、当時日本は鎖国政策を取っていたため入国ができなかった。そのようななかで、わずかにオランダ商人だけが出島への寄港を許されていたので、彼らに混じってやってきた学者たちがいた。代表的なのは「出島の三学者」と呼ばれるケンペル、ツンベリー、シーボルトである。彼らはいずれもオランダ人ではなかった。
この出島の三学者によって、西洋の博物学の手法が日本に紹介された。ケンペルは出島に薬草園を作った。ツンベリーはリンネの弟子であり、多数の植物を採集し、また中川淳庵・桂川甫周らに植物標本の作成法を教授した。シーボルトは動植物のみならず日本の文物を大量にオランダに送った。その中のひとつであるアジサイの一種を、日本での妻タキ（楠本滝）にちなんで「オタクサ（おタキさん、Hydrangea otaksa）」と名付けた。
幕末の黒船来航の際には、博物図鑑の大著『アメリカの鳥類』が幕府に献上された。開国後には、ロバート・フォーチュンら多くのプラントハンターが日本に訪れた。

### 明治以降

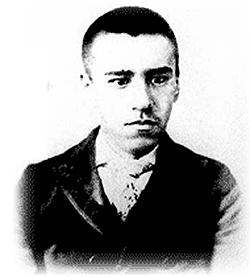
南方熊楠

明治に入ってから、伊藤圭介や田中芳男、お雇い外国人のモースらによって、博物学が正式に日本に移入された。当時はちょうど、博物学が動物学や植物学に細分化している過渡期でもあった。

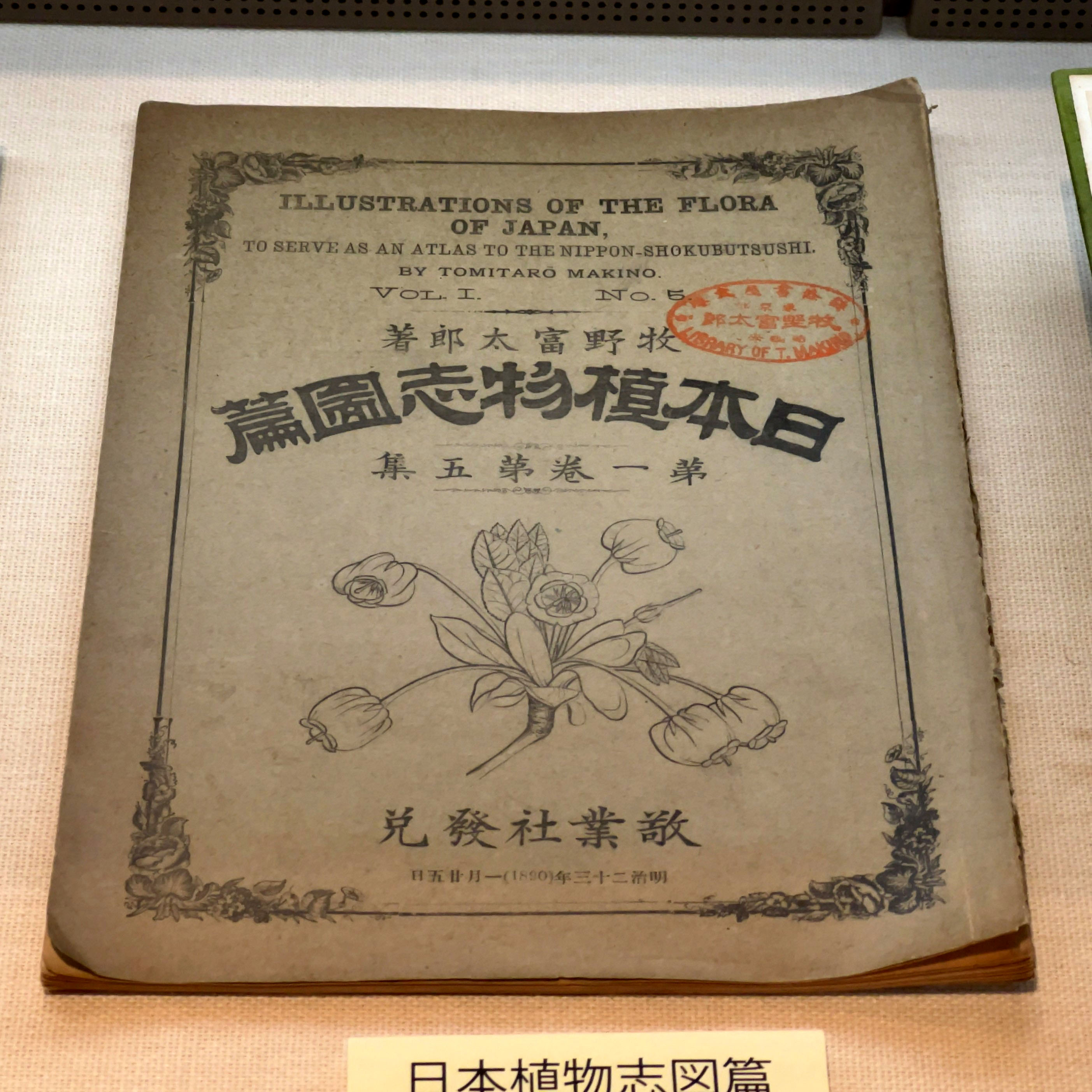
牧野富太郎『日本植物誌図篇』

主な学者として、南方熊楠・牧野富太郎・松村松年・仁部富之助・箕作佳吉・岩川友太郎・飯島魁・黒田長礼らがいる。
上述のアマチュア博物学も盛んになり、特に華族・皇族が博物学に打ち込んだ（昭和天皇#生物学研究、明仁#科学者として）。

### 日本博物学史の研究
「日本の博物学史」の研究は、1970年代頃から始まった。初期の主な研究者として、上野益三・木村陽二郎・磯野直秀・西村三郎・荒俣宏らがいる。先駆として戦前の白井光太郎がいる。

## 博物学の語
「博物学」の語は「Natural history」の訳語として明治期に作られた。「博物学」は戦前の小中学校の教科の一つでもあった。
英語の「Natural history」は、広義には政治学・神学などに対立する自然科学一般を指し、狭義には上で説明した博物学のことを指す。この中間の意味として、「Natural philosophy」すなわち物理学と対立する学問を指すことがある。「自然」の内容がNatural history、形式がNatural philosophyとなるわけである。
「博物」という漢語は古くからあるが、意味は、自然物に限らず万物（特に奇譚や怪異）に博識なことを指し、張華『博物志』はそうした内容だった。
江戸時代の宇田川榕菴は、西洋の博物学を「斐斯多里」（ヒストーリ）と呼び、本草学と似た学問と捉えていた。

### 自然史博物館
ロンドン自然史博物館、カーネギー自然史博物館、スミソニアン博物館の一部である国立自然史博物館など、各国に「自然史博物館」がある。これは「Natural History Museum」の直訳である。この場合の「Natural history」の意味は広義の博物学、つまり自然科学一般を指す。日本語では「Museum」を「博物館」と訳しているため、「Natural History Museum」を「博物学博物館」とするわけにいかず直訳して「自然史博物館」としたと思われる。
20世紀末以降、日本でも「自然史博物館」と名づけられた「Natural History Museum」が増えてきている。

## 関連文献
- 今橋理子『江戸の花鳥画 博物学をめぐる文化とその表象』講談社〈講談社学術文庫〉、2017年（原著1995年スカイドア）。ISBN 978-4062924122。
- 上野益三『日本博物学史』講談社〈講談社学術文庫〉、1989年（原著1948年星野書店 ; 1973年平凡社）。ISBN 978-4061588592。
- 西村三郎『文明のなかの博物学 西欧と日本 上』紀伊國屋書店、1999a。ISBN 978-4314008501。
- 西村三郎『文明のなかの博物学 西欧と日本 下』紀伊國屋書店、1999b。ISBN 978-4314008518。